# Matthias Eldersch
Matthias Eldersch (25. února 1869 Brno – 20. dubna 1931 Vídeň) byl rakouský politik sociálně demokratické strany původem z Moravy, na počátku 20. století poslanec Říšské rady, v poválečném období poslanec a předseda rakouské Národní rady, ministr spravedlnosti a ministr vnitra Rakouska.

## Biografie
Pocházel z chudých poměrů, narodil se jako nemanželské dítě tovární dělnici Marii Elderschové. Vychodil obecnou školu a měšťanskou školu v Brně a po předčasné smrti svého otce[ujasnit] začal pracovat jako tkadlec. Už jako učeň se začal angažovat v Rakouské sociálně demokratické straně. V roce 1892 převzal vedení sociálně demokratického týdeníku v Brně. Byl jeho redaktorem a od roku 1896 úředníkem dělnické nemocniční pokladny v Brně. Kvůli svým politickým aktivitám byl opakovaně soudně trestán. Absolvoval státní kurz pro účetní.
Na počátku 20. století se zapojil i do celostátní politiky. Ve volbách do Říšské rady roku 1901 získal mandát v Říšské radě (celostátní zákonodárný sbor) za všeobecnou kurii, obvod Opava, Bruntál, Krnov atd. Mandát obhájil i ve volbách do Říšské rady roku 1907, konaných již podle všeobecného a rovného volebního práva, kdy uspěl za obvod Slezsko 3. Usedl do poslancké frakce Klub německých sociálních demokratů. K roku 1907 se profesně uvádí jako tajemník.
V zemských volbách v roce 1906 byl rovněž zvolen do Moravského zemského sněmu ve všeobecné kurii, obvod Šumperk, Staré Město, Zábřeh atd.
Působil pak ve Vídni coby tajemník Ústředí nemocničních pokladen Rakouska. Za světové války zastával funkci předsedy 1. dolnorakouského konzumního spolku. V roce 1918 byl ředitelem Státního ústavu pro výživu lidu (Staatsamt für Volksernährung). Později v letech 1922–1925 byl ředitelem dělnické velkopekárny Hammerbrotwerke.
Politicky aktivní byl i po vzniku Rakouské republiky. V období let 1919–1923 zasedal jako člen Vídeňské obecní rady v II. vídeňském okrsku.
Od 4. března 1919 do 9. listopadu 1920 byl poslancem Ústavodárného národního shromáždění Rakouska. Od 10. listopadu 1920 do 1. října 1930 a opět od 2. prosince 1930 až do své smrti 20. dubna 1931 zasedal coby poslanec rakouské Národní rady. Od 4. prosince 1930 do své smrti zároveň zastával post předsedy Národní rady. Předtím, v období 10. listopadu 1920 – 14. prosince 1920 a 20. listopadu 1923 – 4. prosince 1930 byl jejím místopředsedou (oficiálně druhý prezident Národní rady). Zastával i vládní funkce. V období 9. května 1919 – 7. července 1920 byl státním tajemníkem vnitra a vyučování (faktický ministr vnitra Rakouska). A od 24. června 1920 do 7. července 1920 byl také pověřen dočasným vedením státního úřadu pro justici (tedy faktickým ministr spravedlnosti Rakouska).